# Marc Vervenne
Marc Vervenne (Ypres, 16 aprile 1949) è un teologo belga.
Dall'agosto 2005 al luglio 2009 è stato rettore della Katholieke Universiteit Leuven. Nel 2005, ha vinto le elezioni per il nuovo rettore nel terzo turno di martedì 24 maggio 2005 battendo Rik Torfs con il 50,81% al 49,19%. Prima di diventare rettore, è stato vice-rettore del gruppo di scienze umane. Il 3 dicembre 2008 l'università ha annunciato che non avrebbe servito un secondo mandato. Il 1º agosto 2009 Mark Waer è diventato il nuovo rettore.

## Biografia
Nato a Ypres, Vervenne è entrato in seminario per diventare prete, ma nel 1973 termina il suo percorso. In seguito ha iniziato a lavorare nel settore delle costruzioni come autotrasportatore. Successivamente, ha studiato teologia a Lovanio e nel 1986 ha conseguito il dottorato in teologia. È uno specialista dell'Antico Testamento. È visiting scholar presso le università di Lilla (Francia) e Kinshasa (Congo).
Marc Vervenne è sposato con Christine De Roo e ha tre figli: Hannes (1978), Hilke (1980) e Bastiaan (1983).

## Opere
- The protest motif in the sea narrative (Ex 14,11-12): form and structure of a pentateuchal pattern, in: Ephemerides theologicae Lovanienses, Nr. 63, Löwen 1987, S. 257–271
- Swords into plowshares - theological reflections on peace, con Roger Burggraeve, Löwen 1991, ISBN 90-6831-372-X
- The question of "Deuteronomic" elements in Genesis to Numbers, in: García Martínez, F. (Hrsg.) Studies in Deuteronomy: in honour of C. J. Labuschaqne on the occasion of his 65th birthday, Leiden 1994, S. 243–268, ISBN 90-04-10052-0
- Studies in the Book of Exodus, Löwen 1996, ISBN 90-6186-755-X